# La fuga in maschera
La fuga in maschera (deutsch: ‚Die Flucht in Verkleidung‘) ist eine „commedia per musica“ (neapolitanische Opera buffa) in zwei Akten von Gaspare Spontini (Musik) mit einem Libretto von Giuseppe Palomba. Sie wurde zur Karnevalsaison 1799/1800 im Teatro Nuovo in Neapel uraufgeführt.

## Handlung

### Kurzfassung
Erster Akt. Der Maler Marzucco will seine Tochter Elena mit dem vermeintlichen Doktor Filebo verheiraten – in Wirklichkeit ein Hochstapler namens Doralbo. Elena liebt allerdings den Gärtner Nardullo, während ihre Cousine Olimpia gerne einen gebildeten Mann wie den Doktor ehelichen würde. Der Diener Nastagio bringt die vagabundierende Laterna-magica-Schaustellerin Corallina ins Haus. Sie ist die Schwester Nardullos, der ihr Geld schuldet, und wurde bei einer früheren Begegnung von Doralbo betrogen. Daher will sie beide vor der Hausgemeinschaft bloßstellen. Gleichzeitig entwickelt sie ein Interesse am Hausherrn Marzucco. Nach einigen Verwicklungen verbündet sich Corallina mit Doralbo, und die beiden bereiten eine Geisterbeschwörung vor, mit der sie ihre Ziele erreichen wollen. Nardullo vereitelt ihre Pläne jedoch geschickt.
Zweiter Akt. Alle Beteiligten versuchen, Marzucco dazu zu bringen, ihre jeweiligen Heiratswünsche zu erfüllen. Der kapituliert aber schnell und verspricht allen alles, ohne auf die Widersprüche einzugehen. Corallina will ihre Ziele nun mit Hilfe eines Masken-Schauspiels erreichen, in dem Marzucco ihre Pläne noch einmal bestätigen soll: Elena soll Doralbo heiraten, Olimpia Nardullo und sie selbst Marzucco. Elena und Olimpia vertauschen jedoch heimlich ihre Verkleidungen. Nachdem das Schauspiel zu dem von ihnen gewünschten Schluss geführt hat, setzen Elena und Nardullo den gutmütigen Marzucco zusätzlich durch eine „Flucht in Verkleidung“ unter Druck; Sie werden erst wieder nach Hause kommen, wenn er ihnen vergibt. Da Doralbo sich auch mit Olimpia abfindet, sind schließlich alle glücklich und zufrieden.

### Erster Akt
Maleratelier mit Bildern und Büsten
Szene 1. Der Maler Marzucco hat gerade ein großes Bild seiner Tochter Elena fertiggestellt, das er stolz seinen Lehrlingen präsentiert („Che risalto“). Seine Nichte Olimpia trinkt unterdessen Schokolade, während der Diener Nastagio die Möbel arrangiert. Nastagio bezweifelt sowohl die Kunst des Malers als auch die Schönheit Elenas. Dadurch erregt er den Zorn der Familie, die ihn am liebsten sofort hinauswerfen würde. Da Elena aber noch am selben Tag heiraten soll, werden seine Dienste noch benötigt. Der Bräutigam ist ein gewisser „Doktor Filebo“, den Marzucco gerade erst kennengelernt und sofort zum Gatten seiner Tochter bestimmt hat. Er darf Elena allerdings erst bei der Hochzeit sehen und soll seine Entscheidung anhand des Porträts treffen („Figlia mia, non ti fo corte“). Elena selbst hat kein Interesse an einem gebildeten Ehemann. Der Gärtner Nardullo gefällt ihr viel besser.
Szene 2. Elena lässt Nardullo unter einem Vorwand kommen. Er erzählt ihr, dass er sich um den Garten seiner Schwester kümmere, dieser aber bisher noch keine Gewinne ausbezahlt habe, da er tief verschuldet sei („È ccà lesto l’ortolano“). Elena verspricht, ihm zu helfen und ihn gegen den Willen ihres Vaters zu heiraten.
Szene 3. Als Marzucco den inzwischen eingetroffenen Doktor hereinführt („Io son dotto in ogni scienza“), versteckt sich Nardullo hinter dem Bild. Während Filebo (in Wirklichkeit ein Scharlatan namens Doralbo) das Porträt begutachtet, schneidet Nardullo dahinter Grimassen, sodass Doralbo das abgebildete Mädchen für hässlich hält und die Heirat ablehnt („Che asino di padre!“).
Szene 4. Der Diener Nastagio führt die junge Corallina herein, die er auf der Straße getroffen hat. Sie soll die Hochzeitsgesellschaft mit ihrer Laterna magica unterhalten. Corallina erzählt, dass sie von ihrem Bruder im Stich gelassen wurde, der ihren Gemüsegarten bewirtschaften sollte. Auf dem Weg nach Neapel habe ihr ein Quacksalber die Ehe versprochen. Der habe sie aber bestohlen und sei verschwunden.
Szene 5. Elena versichert ihrem Vater, dass sie froh sei, dass der Arzt sie nicht heiraten wolle. Nastagio stellt ihnen Corallina vor, und Olimpia bittet darum, den Arzt nicht gleich hinauszuwerfen, da er ihr gefalle.
Szene 6. Doralbo und Nardullo kommen herein, und Corallina erkennt in ihnen ihren Bruder und den Eheschwindler. Sie will die Entlarvung der beiden zum Inhalt ihrer Vorführung machen („La mia Lanterna Magica“).
Szene 7. Der durch die Ankunft Corallinas beunruhigte Doralbo will sicherheitshalber das Haus verlassen. Olimpia bittet ihn jedoch zu bleiben. Die Hälfte dieses Hauses sei ihr Erbe und ihre Mitgift und könne ihm gehören, wenn er sie heiraten wolle. Doralbo ist einverstanden, bittet aber darum, Corallina fortzuschicken. Diese Scharlatin würde seinen Ruf ruinieren. Olimpia hängt ihm zum Zeichen ihres Schutzes ein Porträt von ihr um den Hals. Corallina beobachtet die Szene.
Szene 8. Marzucco und Corallina finden Gefallen aneinander. Corallina warnt Marzucco vor einem Schwindler in seinem Haus, der ein kleines Porträt an einem roten Band am Hals trage. Doralbo belauscht das Gespräch.
Szene 9. Um den Verdacht von sich abzulenken, gibt Doralbo das Porträt dem ahnungslosen Nardullo.
Szene 10. Vor der versammelten Hausgemeinschaft wirft Marzucco Nardullo vor, ihn bestehlen und betrügen zu wollen. Ein allgemeines Durcheinander entsteht. Elena ist schockiert, dass ihr Angebeteter das Porträt einer anderen Frau besitzt. Olimpia und Corallina fragen sich, wie Doralbo es erhalten hat.
Szene 11. Nur Nastagio bewahrt die Ruhe. Er hat sich in Corallina verliebt. Falls sein Herr nicht von ihr ablässt, will er kündigen und ihn verprügeln.
Szene 12. Corallina stellt Doralbo zur Rede. Der verspricht, ihr das Geld zurückzugeben. Elena hat ihrem Vater erzählt, dass Nardullo reich sei. Sie gibt ihm Geld, damit er ihr einen teuren Ring kaufen und sie heiraten kann. Doralbo, der Elena jetzt zum ersten Mal sieht, ist erstaunt, dass sie in Natur viel hübscher ist als auf dem Bild. Er entwendet Nardullo die Geldbörse.
Szene 13. Doralbo zahlt Corallina mit dem gestohlenen Geld aus. Nardullo fordert es von ihr zurück. Da er jedoch selbst Schulden bei hier hat, behält sie es. Jetzt weiß er nicht, wie er Elenas Ring bezahlen soll.
Szene 14. Nardullo erklärt Elena, Olimpia und Marzucco, wie Doralbo und Corallina ihn um das Geld gebracht haben („Mmente io stea qui alquanto astratto“).
Szene 15. Corallina und Doralbo verschwören sich. Er will ihr helfen, Marzucco zur Ehe zu gewinnen. Sie wiederum soll ihn dabei unterstützen, seinen Rivalen bei Elena auszustechen, die er nun doch heiraten will. Um beides zu erreichen, will Corallina mit Hilfe ihrer Maschine einen Geist erscheinen lassen, der den Anwesenden entsprechende Ratschläge geben soll. Doralbo wird dem Geist seine Stimme leihen.
Szene 16. Elena wirft Nardullo vor, seine eigenen Vergehen anderen in die Schuhe schieben zu wollen („Infedel fallace amante“). Ihr Zornesausbruch verwandelt sich jedoch schnell in ein Liebesgeständnis. Auch Corallina und Doralbo setzen Nardullo unter Druck.
Szene 17. Doralbo fordert Nardullo auf, Elena zu verlassen. Marzucco andererseits warnt ihn genau davor. Corallina droht, dass ihn ihre Helfer in Stücke schneiden werden, falls er bleibe, und Elena kündigt ihm einen schrecklichen Tod an, falls er sie verlassen sollte. Nardullo fühlt sich hilflos.
Szene 17 [b]. Olimpia leidet unter Eifersuchtsgefühlen. Nastagio erzählt ihr von der geplanten Geisterbeschwörung. Beide hoffen, dass sich dadurch alles zum Guten wendet.
Saal wie zuvor, mit einer Maschine in der Mitte
Szene 18. Nardullo belauscht Doralbo und Corallina, als sie die Einzelheiten ihres Plans besprechen. Doralbo betritt die Maschine, um sie in Gang zu setzen, bekommt dann aber Gewissensbisse und läuft davon. Nardullo klettert an seiner Stelle hinein.
Szene 19. Marzucco, die Mädchen und Bediensteten erscheinen zur Vorstellung. Sie haben Musikinstrumente mitgebracht, auf deren Klang der Geist reagieren soll. Erste Versuche mit einer Klarinette und einer Oboe schlagen fehl („Spiritel soave, e grato“). Die Maschine öffnet sich erst beim feierlichen Klang eines Horns.
Szene 20. Mit geisterhafter Stimme verkündet Nardullo, dass der Doktor und Corallina Hochstapler seien. Elena solle stattdessen Nardo Pappice heiraten. Sofort bricht wieder Chaos im Publikum aus. Olimpia, Nastagio, Corallina und Doralbo erklären das Schauspiel für Betrug, doch Marzucco, Elena und Nardullo glauben dem Geist.

### Zweiter Akt
Zimmer
Szene 1. Nastagio umwirbt Corallina und weist auf seine Vorzüge als Diener hin („Se attraverso a lungo e a tondo“).
Szene 2. Doralbo und Corallina überreden Marzucco, genau das Gegenteil von dem zu tun, was ihm der betrügerische Geist geraten habe. Marzucco stimmt zu, Corallina zu heiraten und seine Tochter Doralbo zur Frau zu geben.
Szene 3. Elena will ihrem Vater Gehorsam vortäuschen und verhält sich Nardullo gegenüber abweisend. Doralbo erzählt ihr die Geschichte einer treulosen Ehefrau, die vergeblich versuchte, Pulcinella zu verführen („Va’ crudel, vanne incostante“).
Szene 4. Olimpia ist enttäuscht vom Verhalten Doralbos und will seine Gegenliebe notfalls mit Gewalt erzwingen. Doralbo hingegen will Nardullo um jeden Preis loswerden. Als Olimpia ihn wortreich an ihre Abmachung erinnert („Quante volte, coll’occhietto“) fürchtet er, sie könnte seinen Plänen in die Quere kommen.
Szene 5. Elena versichert Olimpia, dass sie nicht an einer Ehe mit dem Doktor interessiert ist. Als Nardullo die Ankunft ihres Vaters und Doralbos ankündigt, verspricht sie ihr, dass alles gut werde.
Szene 6. Marzucco bestätigt, dass Doralbo die Hand seiner Tochter erhalten soll. Gleichzeitig jedoch erlaubt er Elena, Nardullo zu heiraten. Das enttäuscht Doralbo zutiefst („Vedo che son tradito“).
Szene 7. Corallina mahnt Elena, den Doktor nicht abzuweisen. Wenn sie selbst erst die Braut ihres Vaters sei, werde dieser auf sie hören. Es kommt zu einem heftigen Streit zwischen den beiden („Insolente, e ardisci ancora“).
Szene 8. Marzucco weiß nicht mehr, wie er sich verhalten soll.
Szene 9. Doralbo bittet Marzucco um die Hand seiner Tochter. Der verspricht sie ihm und bestätigt dies schriftlich.
Szene 10. Auch Nardullo bittet Marzucco um die Hand seiner Tochter. Der verspricht sie ihm und gibt ihm ebenfalls eine schriftliche Bestätigung.
Szene 11. Olimpia erhält eine schriftliche Bescheinigung Marzuccos, dass sie den Doktor heiraten dürfe und ihre Mitgift erhalten werde.
Szene 11 [b]. Als Elena wissen will, wen sie nun heiraten solle, erklärt Marzucco, das sie derjenige erhalten werde, der zuerst hier sei. Nardullo und Doralbo kommen allerdings gleichzeitig und weisen ihre Schriftstücke vor. Olimpia tut das gleiche. Die Verwirrung ist komplett, zumal Marzucco alle Verträge bestätigt.
Kammer
Szene 12. Nastagio ärgert sich darüber, dass Corallina ihm seinen Herrn vorzieht. Der erteilt ihm den Auftrag, die Galerie für ein abendliches Fest vorzubereiten, das Corallina plane.
Szene 13. Corallina kündigt für den Abend eine Komödie mit dem Titel „La fuga in maschera“ (‚Die Flucht in Verkleidung’) an. Darin werde Elena eine Schifferin spielen und den ebenfalls als Schiffer verkleideten Doktor heiraten. Olimpia werde Marzuccos Nichte spielen und den von ihrem Bruder dargestellten Gärtner heiraten. Sie selbst werde Marzucco als Zigeunerin um die Ehe bitten. Marzucco müsse all dies bestätigen („Di allegra sinfonia“).
Szene 14. Nastagio kommentiert, dass Elena und Olimpia heimlich ihre Kostüme getauscht haben.
Hell erleuchtete Galerie mit Plätzen für Eis und ausländische Weine
Szene 15. Alle freuen sich auf das Gelingen ihrer jeweiligen Pläne.
Szene 16. Das Schauspiel findet scheinbar wie abgesprochen statt, und Marzucco bestätigt die Heiratswünsche seiner Tochter und seiner Nichte. Elena und Nardullo sind nun bereit für ihre eigene „Flucht in Verkleidung“.
Szene 17. Zum Abschluss verspricht Marzucco auch Corallina die Ehe. Da entdeckt Nastagio die Flucht Elenas und Nardullos. Olimpia meint, sie werden erst zurückkehren, wenn Marzucco ihnen vergebe. Das tut Marzucco. Doralbo seinerseits findet sich mit Olimpia ab. Alle sind glücklich mit diesem Ausgang.

## Orchester
Die Orchesterbesetzung der Oper umfasst die folgenden Instrumente:
- Holzbläser: zwei Oboen, eine Klarinette, ein Fagott
- Blechbläser: zwei Hörner
- Streicher
- Basso continuo

Außerdem gibt es eine Partie für Harfe.

## Werkgeschichte
Die neapolitanische „commedia per musica“ La fuga in maschera gehört zum Frühwerk des Komponisten Gaspare Spontini, über das man verhältnismäßig wenig weiß. Lange Zeit war lediglich das Libretto von Giuseppe Palomba und eine Arie der Corallina bekannt, die in einer Ariensammlung für Singstimme und Klavier veröffentlicht wurde. Die Partitur hingegen galt als verschollen. Das signierte autographe Manuskript wurde erst 2007 in einem Londoner Auktionshaus wieder aufgefunden, als es die Antiquarin Lisa Cox zum Verkauf anbot. Es wurde von Spontinis Heimatgemeinde Maiolati Spontini erworben.
Bei der Uraufführung im Teatro Nuovo in Neapel während der Karnevalsaison 1799/1800 sangen Francesca Festa (Elena), Vincenza Fede (Olimpia), Angela Albertini (Corallina), Carlo Casaccia (Nardullo), Giovanni Pace (Marzucco), Pietro Zampati (Nastagio) und Giuseppe Recupito (Doralbo).
Eine kritische Ausgabe wurde von Federico Agostinelli herausgegeben. Auf ihrer Basis kam es am 31. August 2012 beim XII. Festival Pergolesi Spontini zu einer Produktion im Teatro Giovanni Battista Pergolesi in Jesi. Es handelte sich um eine Koproduktion mit dem Teatro San Carlo Neapel in einer Inszenierung von Leo Muscato. Die Bühne stammte von Benito Leonori, die Kostüme von Giusi Giustino. Corrado Rovaris leitete das Ensemble I Virtuosi Italiani. Ein Mitschnitt wurde auf DVD herausgegeben. Der Rezensent des Online Merker zeigte sich begeistert von der Komposition und der Produktion. Das Libretto sei „eine nahezu ultimative Selbstpersiflage des gesamten Genres“. Die Musik enthalte „jede Menge exquisiter prärossinianischer concertati, hochromantische Arien für einen ausgewiesenen Hochstapler […], das theatralische ‚Mitspielen‘ einzelner Instrumente […] auf der Bühne, ein Kampfduett der zwei Primadonnen mittels mörderischer Koloraturen […]“.

## Aufnahmen
- 2012 – Corrado Rovaris (Dirigent), Leo Muscato (Inszenierung), Benito Leonori (Bühne), Giusi Giustino (Kostüme), Alessandri Verazzi (Licht), I Virtuosi Italiani.
 Ruth Rosique (Elena), Caterina di Tonno (Olimpia), Alessandra Marianelli (Corallina), Clemente Daliotti (Nardullo), Filippo Morace (Marzucco), Alessandro Spina (Nastagio), Dionigi D’Ostuni (Doralbo).
 Video; live vom Festival Pergolesi e Spontini aus dem Teatro Giovanni Battista Pergolesi in Jesi.
 Euroarts 207 2648.[4][7][3]